# لوتار موتل
لوتر موتل (آلمانی: Lothar Müthel; ۱۸ فوریهٔ ۱۸۹۶ – ۴ سپتامبر ۱۹۶۴) هنرپیشه و کارگردان تئاتر اهل آلمان بود.
از فیلم‌ها یا برنامه‌های تلویزیونی که وی در آن نقش داشته‌است می‌توان به فاوست و سرنوشت اشاره کرد.